# Ambasciatori prussiani nel regno di Sardegna
L'ambasciatore prussiano nel regno di Sardegna era il primo rappresentante diplomatico della Prussia nel regno di Sardegna la cui capitale era Torino.
Le relazioni diplomatiche iniziarono ufficialmente nel XVII secolo e rimasero attive sino all'accorpamento del regno di Sardegna nel regno d'Italia nel 1861. Le funzioni di rappresentanza diplomatica passarono quindi all'ambasciatore prussiano in Italia.

## Elettorato di Brandeburgo
- c. 1665: Gottfried von Jena (1624–1703)

...
- c. 1703: François de Langes, barone de Lubières (1664–1720)

## Regno di Prussia
...
- c. 1759: Johann Friedrich von Cocceji

...
- 1816–1827: Friedrich von Waldburg-Truchsess (1776–1827)
- 1827–1829: Friedrich von Martens (1778–1857)
- 1829–1830: Bogislaw von Maltzahn (1793–1833) Residente a Vienna
- 1830–1832: August Schoultz von Ascheraden (1793–1859)
- 1832–1844: Friedrich Ludwig III Truchsess zu Waldburg (1776–1844)
- 1845–1848: Heinrich Alexander von Redern (1804–1888)
- 1848–1850: Georg von Werthern (1816–1895)
- 1850–1854: Heinrich Alexander von Redern (1802–1888)
- 1854–1862: Joseph Maria Anton Brassier de Saint-Simon-Vallade (1798–1872)

1861: Chiusura dell'ambasciata